# Université d'État Nicholls
Pour les articles homonymes, voir Nicholls.
L'université d'État Nicholls (en anglais : Nicholls State University) est une université américaine située à Thibodaux en Louisiane. L'établissement porte le nom de Francis T. Nicholls, le 28e gouverneur de la Louisiane.

## Source
- (en) Cet article est partiellement ou en totalité issu de l’article de Wikipédia en anglais intitulé « Nicholls State University » (voir la liste des auteurs).